# La Classique Morbihan
La Classique Morbihan ist ein Straßenradrennen im Frauenradsport in Frankreich.
Das Eintagesrennen wurde erstmals im Jahr 2015 ausgetragen und war zunächst in die Kategorie 1.2 eingestuft. Seit der zweiten Ausgabe gehört es zur Kategorie 1.1. Die Strecke führt auf welligem Kurs durch das Département Morbihan in der Bretagne.
Das Rennen wird vom selben Veranstalter ausgerichtet, der den Grand Prix du Morbihan und den Grand Prix du Morbihan Féminin organisiert, und findet in der Regel auch in zeitlicher Nähe statt.

## Palmarès
| Jahr | Siegerin            | Zweite            | Dritte                |          |
| ---- | ------------------- | ----------------- | --------------------- | -------- |
| 2015 | Chloe Hosking       | Pascale Jeuland   | Eider Merino          |          |
| 2016 | Christine Majerus   | Élise Delzenne    | Amélie Rivat          |          |
| 2017 | Ashleigh Moolman    | Alena Amjaljussik | Cecilie Uttrup Ludwig |          |
| 2018 | Ashleigh Moolman    | Rasa Leleivytė    | Alicia González       |          |
| 2019 | Christine Majerus   | Sofie De Vuyst    | Tatiana Guderzo       |          |
| 2020 | abgesagt            | abgesagt          | abgesagt              | abgesagt |
| 2021 | Sofia Bertizzolo    | Valentine Fortin  | Chiara Consonni       |          |
| 2022 | Antri Christoforou  | Coralie Demay     | Femke Markus          |          |
| 2023 | Gaia Masetti        | Alessia Vigilia   | Sofia Bertizzolo      |          |
| 2024 | Eleonora Gasparrini | Marta Lach        | Jade Wiel             |          |
| 2025 |                     |                   |                       |          |